# 蘇來強
蘇來強（英語：So Loi Keung，1981年10月27日—），前香港職業足球運動員，司職中場，現時效力賽馬會五人足球聯賽球會南區麗池。

## 球會生涯
蘇來強生於香港香港仔，自小在街場踢小型球出身未受過正統足球訓練，17歲透過明愛香港仔社區中心社工穿針引線下加盟二合，參加當時球隊的青年軍計劃。
在二合青年軍踢球期間，比利時球會真特的教練來港揀蟀，原本目標是考察愉園青年軍，由於愉園球員外出備戰亞協盃，於是真特教練便選擇到跑馬地觀看二合青年軍訓練更相中蘇來強，並邀請加盟，惟雙方在溝通上有問題後來便再沒有下文。
2001年約滿二合後，他曾經一度離開職業足球圈，期間做過跟車和裝飾材料員。2002年，乙組球會福建邀請蘇加盟，他在踢球的同時為生活兼職任救生員。當季蘇來強協助球隊首度升班挑戰甲組聯賽，他在2004/05賽季成為球隊隊長，惟該季福建不幸宣告降班。
2005年，他轉會流浪，惟及後因病離隊。2006年，在相識5年的球員趙俊傑介紹下，他輾轉復出加盟新升班的新界地區球會和富大埔。他在加入大埔後第二場對愉園的甲組比賽中以一記中柱彈入的遠射取得職業生涯首個入球，而和富大埔首個甲組入球亦是由蘇來強於以1–6負傑志的賽事中取得，他在2009年6月6日協助大埔於足總盃決賽中以4–2擊敗天水圍飛馬獲得升班三年後首個錦標。大埔於2010年成功獲得亞協盃分組賽資格，他以隊長身份帶領只有600萬班費和兩名外援的大埔出戰亞協盃分組賽。
2010年夏季，兩支甲組勁旅飛馬及傑志均對他作出斟介，雖然飛馬開出的薪酬較高，但他最後因傑志當時的訓練場地選址較配合他照顧懷孕的妻子而選擇加盟傑志。當季他協助傑志壓過南華奪得重返甲組以來首個聯賽冠軍，同年首度入選香港隊。
2011年夏季，蘇來強離開傑志轉投公民。2012–13年香港高級組銀牌決賽，蘇來強為球隊先拔頭籌，大埔在法定時間追平2比2，最後公民互射十二碼不敵大埔屈居亞軍。2014年夏季，公民宣佈不會加入來季創辦的港超聯，他改投港超聯球會天行元朗，季尾不獲留用。2015年夏季，先後隨標準流浪和黃大仙試腳但最終都未能就加盟條件與球隊達成協議。經與家人及多名球圈中好友商討後，34歲的他決定退役並專注教練工作的發展，並在甲組聯賽業餘賽事繼續球員生涯。

## 國際賽生涯
蘇來強於2010年1月首度入選香港代表隊，於亞洲盃外圍賽作客巴林國家隊的賽事中正選上陣。2011年9月，蘇來強在龍騰盃對菲律賓國家隊的比賽中被趕出場，唯最終香港隊仍能成功衛冕龍騰盃冠軍。
蘇來強曾是香港五人足球代表隊成員，曾協助香港擊敗中國、韓國、伊拉克和科威特等勁旅。

## 個人生活
1999年，蘇來強與朋友合辦自由人足球會，曾多次贏得地區小型足球賽事錦標，近年目標為香港足球培育更多未來接班人。
2007年9月15日，蘇來強和拍拖5年的女朋友劉妙賢結婚。結婚當日同為公民對愉園的比賽日，一對新人到場為隊友打氣，並在中場休息期間到場中拍攝婚紗照留念，是首位香港足球員在足球場上拍攝婚照。

## 榮譽
福建
- 香港乙組足球聯賽冠軍（2001–02季度）

大埔
- 香港足總盃冠軍（2008–09季度）

傑志
- 香港甲組足球聯賽冠軍（2010–11季度）

公民
- 香港高級組銀牌亞軍（2012–13季度）

香港代表隊
- 龍騰盃冠軍（2011年）

## 外部連結
- 香港足球總會網頁球員註冊資料 （页面存档备份，存于）